# Implantació iònica

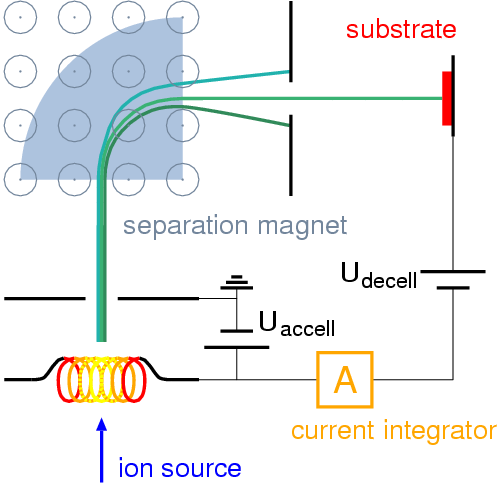
Configuració d'implantació iònica amb separador de massa.

La implantació iònica és un procés a baixa temperatura pel qual els ions d'un element s'acceleren en un objectiu sòlid, canviant així les propietats físiques, químiques o elèctriques de l'objectiu. La implantació iònica s'utilitza en la fabricació de dispositius semiconductors i en l'acabat de metalls, així com en la investigació de la ciència dels materials. Els ions poden alterar la composició elemental de l'objectiu (si els ions difereixen en composició de l'objectiu) si s'aturen i romanen a l'objectiu. La implantació d'ions també provoca canvis químics i físics quan els ions incideixen en l'objectiu a alta energia. L'estructura cristal·lina de l'objectiu pot ser danyada o fins i tot destruïda per les cascades de col·lisió energètiques, i els ions d'energia prou alta (10 s de MeV) poden causar transmutació nuclear.
L'equip d'implantació d'ions consisteix normalment en una font d'ions, on es produeixen ions de l'element desitjat, un accelerador, on els ions s'acceleren electrostàticament a una gran energia, i una cambra objectiu, on els ions incideixen en un objectiu, que és el material. per implantar-se. Així, la implantació iònica és un cas especial de radiació de partícules. Cada ió és normalment un sol àtom o molècula i, per tant, la quantitat real de material implantat a l'objectiu és la integral al llarg del temps del corrent iònic. Aquesta quantitat s'anomena dosi. Els corrents subministrats pels implants solen ser petits (microamperes) i, per tant, la dosi que es pot implantar en un període raonable és petita. Per tant, la implantació iònica troba aplicació en els casos en què la quantitat de canvi químic necessari és petita.
Les energies iòniques típiques es troben en el rang de 10 a 500 keV (1.600 a 80.000 aJ). Es poden utilitzar energies en el rang d'1 a 10 keV (160 a 1.600 aJ), però donen lloc a una penetració de només uns pocs nanòmetres o menys. Les energies inferiors a aquesta donen lloc a molt poc dany a l'objectiu i cauen sota la denominació de deposició de feix d'ions. També es poden utilitzar energies més altes: són habituals acceleradors capaços de 5 MeV (800.000 aJ). Tanmateix, sovint hi ha un gran dany estructural a l'objectiu, i com que la distribució de profunditat és àmplia (pic de Bragg), el canvi net de composició en qualsevol punt de l'objectiu serà petit.

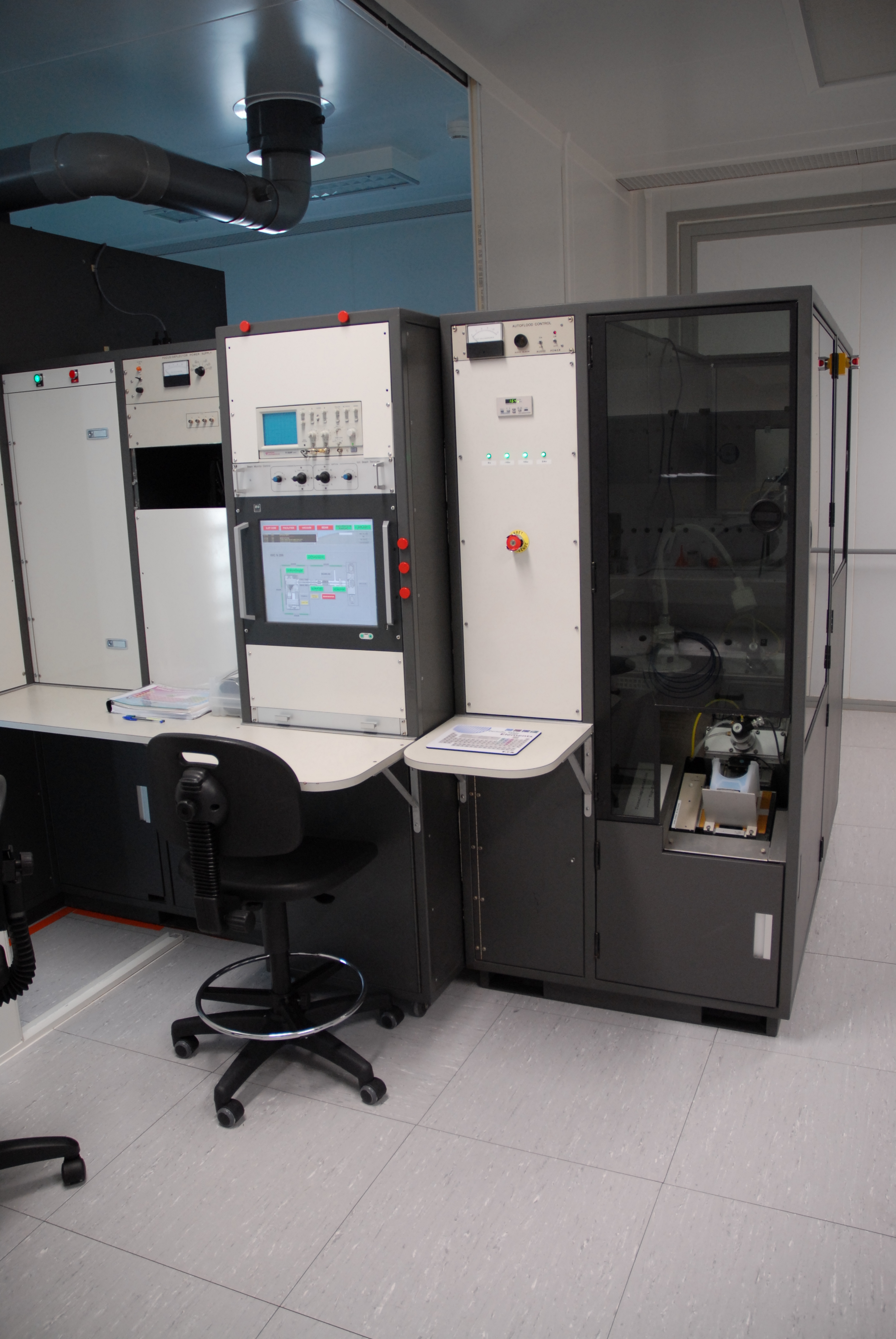
Un sistema d'implantació iònica a la instal·lació tecnològica LAAS de Tolosa, França.

Aplicacions: dopatge de semiconductors, silici sobre aïllant, epitaxia, enduriment d'acer per eines, acabat superficial, mescla de feix d'ions, formació de nanopartícules induïda per implantació d'ions.